# Passages choisis d'une correspondance avec des amis
 (juillet 2011).
Si vous disposez d'ouvrages ou d'articles de référence ou si vous connaissez des sites web de qualité traitant du thème abordé ici, merci de compléter l'article en donnant les références utiles à sa vérifiabilité et en les liant à la section « Notes et références ».
Passages choisis d'une correspondance avec des amis (russe : Выбранные места из переписки с друзьями) est une œuvre de Nicolas Gogol publiée en 1846.

## Contexte
Cet ouvrage est présenté comme une suite de lettres écrites entre 1843 et 1846. Celles-ci touchent à des thèmes extrêmement variés : la littérature (Les Âmes mortes et leur véritable signification, en particulier), l'éducation des serfs par les propriétaires fonciers, les obligations des épouses de gouverneurs, etc.
Depuis 1843, Gogol n'avait plus rien publié. Voyageant frénétiquement à travers l'Europe de l'ouest, il emportait dans son bagage le manuscrit de la seconde partie des Âmes mortes. Il avait en effet annoncé à ses nombreux admirateurs qu'il donnerait une suite à son chef-d'œuvre. Tous en attendaient impatiemment la finition. L'écriture, cependant, n'avançait pas.
C'est à ce moment qu'il trouva un nouveau sens aux Âmes mortes : les héros, sortant de l'enfer de la première partie, passeraient au Purgatoire dans une deuxième partie, avant de rejoindre le paradis dans la troisième. Dresser le tableau de cette rédemption impliquait, selon Gogol, un perfectionnement moral personnel.
C'est toute cette évolution mystique que Gogol, se sentant le directeur de conscience de la Russie, jugea bon d'expliquer à ses lecteurs. Cette publication permettait aussi d'expliquer le retard pris dans l'écriture de la suite des Âmes mortes, de faire patienter les lecteurs, et de leur faire comprendre parfaitement la signification de son œuvre, une fois que celle-ci serait achevée. Pour cela, il rassembla simplement les lettres qu'il envoyait depuis quelques années à ses admirateurs et amis.

## Le scandale
Les Passages choisis déclenchèrent un véritable scandale dans l'Empire russe. Ses anciens détracteurs se réjouirent de son retour à de saintes idées, tandis que ses anciens admirateurs se lamentèrent de son obscurantisme. Le critique littéraire Vissarion Belinski adressa ainsi une lettre amère à Gogol, le traitant de « prédicateur du knout, apôtre de l'ignorance, défenseur de l'obscurantisme et des ténèbres de l'esprit, panégyriste de mœurs tartares. », et l'accusant d'avoir été inspiré par des considérations bassement financières. En 1849, le jeune Fiodor Dostoïevski lut une copie de cette lettre lors d'une réunion du cercle de Petrachevski, ce qui lui valut la prison, une condamnation à mort, commuée in extremis en plusieurs années de bagne en Sibérie par grâce impériale…
La polémique surprit et bouleversa Gogol, qui croyait, sans doute sincèrement, à sa renaissance artistique. Il ne publia plus rien jusqu'à sa mort, en 1852.

## Édition en français
- Nicolas Gogol (trad. José Johannet, préf. Gustave Aucouturier), Œuvres complètes, Paris, Gallimard, coll. « Bibliothèque de la Pléiade », 1980 (1re éd. 1966), 1955 p., « Passages choisis de ma correspondance avec mes amis »